# فادركو
فادركو هي شركة ورق جزائرية متخصصة في تصنيع منتجات النظافة ، ولا سيما نظافة الأطفال ، والنظافة النسائية للبالغين. فادركو هي الشركة الرائدة في منتجات النظافة الشخصية في الجزائر.

## التاريخ
تم إنشاء فادركو في عام 1986 ، وتديرها وتملكها عائلة حابس.
في عام 2015 ، افتتحت فادركو في سطيف أول وحدة لإنتاج بكرات لب الورق من ألياف السليلوز في الجزائر تسمى WARAK ، بمساحة 55.000 متر مربع ، مما يمكن الشركة من الوصول إلى معدل دمج 100 ٪.

## مذكرات و مراجع
1. ↑  "Faderco et ses employés soutiennent plusieurs actions citoyennes en octobre". TSA. 6 novembre 2018. مؤرشف من الأصل في 2019-04-25. {{استشهاد ويب}}: تحقق من التاريخ في: |تاريخ= (مساعدة)
2. ↑  "Produits d'hygiène : Faderco inaugure sa deuxième usine en Algérie – Jeune Afrique". JeuneAfrique.com. 22 décembre 2015. مؤرشف من الأصل في 2019-11-02. {{استشهاد ويب}}: تحقق من التاريخ في: |تاريخ= (مساعدة)
3. ↑  « Faderco, leader algérien des produits d’hygiène corporelle ambitionne de devenir l’un des champions africains de l’export avant 2020 », sur TSA-Algérie, 21 novembre 2018 (consulté le 18 avril 2019). نسخة محفوظة 25 أبريل 2019 على موقع واي باك مشين.

## رابط خارجي
- الموقع الرسمي